# Bruit de phase

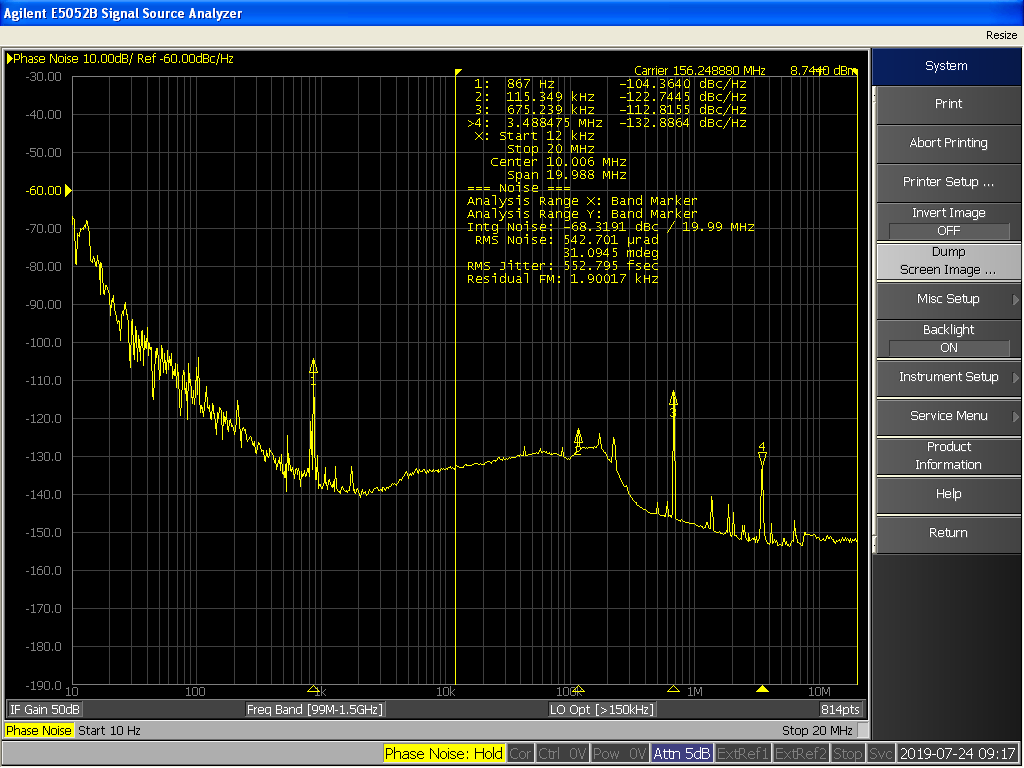
Bruit de phase mesuré par un analyseur de source de signal. L'analyseur montre la partie positive du bruit de phase. Sur cette image, on voit le bruit de phase de la porteuse principale, trois autres signaux et une "colline de bruit".

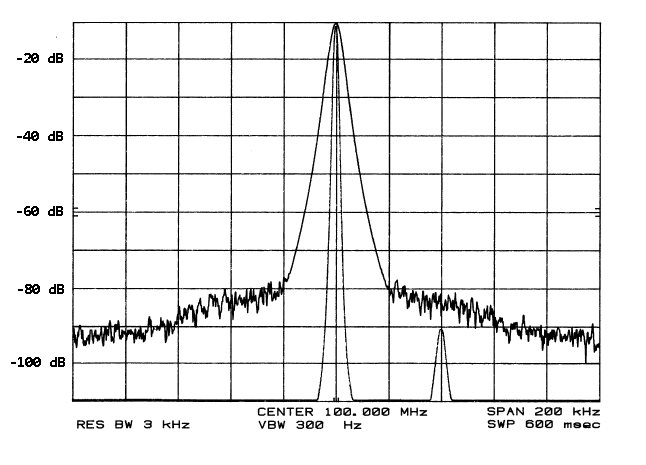
Un signal faible disparaît dans le bruit de phase d'un signal plus fort

Dans le traitement du signal, le bruit de phase est la représentation dans le domaine fréquentiel des fluctuations aléatoires de la phase d'une forme d'onde. Il correspond aux écarts dans le domaine temporel par rapport à une périodicité parfaite (« gigue »). En général, les ingénieurs spécialisés en radiofréquences parlent du bruit de phase d'un oscillateur; les ingénieurs spécialisés en systèmes numériques, de la gigue d'une horloge.

## Définitions
Historiquement, le bruit de phase a connu deux définitions contradictoires. Certains auteurs le décrivent comme la densité spectrale de la phase d'un signal. D'autres font référence au spectre de phase (qui se couple avec le spectre d'amplitude) résultant de l'estimation spectrale du signal lui-même. Si les deux définitions donnent le même résultat à des fréquences de décalage suffisamment éloignées de la porteuse, elles diffèrent toutefois pour des décalages rapprochés.
L'IEEE définit le bruit de phase comme ℒ(f) = Sφ(f)/2, où l'« instabilité de phase » Sφ(f) est la densité spectrale unilatérale de la déviation de phase d'un signal. Bien que Sφ(f) soit une fonction unilatérale, elle représente « la densité spectrale à double bande latérale de la fluctuation de phase ». Le symbole ℒ est appelé L script.

## Contexte
Un oscillateur idéal générerait une onde sinusoïdale pure. Dans le domaine fréquentiel, cette onde serait représentée comme une paire de fonctions delta de Dirac (conjugués positifs et négatifs) à la fréquence de l'oscillateur. Tout le signal de puissance se trouverait ainsi à une fréquence unique. Tous les oscillateurs réels ont des composantes de bruit modulées en phase. Les composantes de bruit de phase répartissent la puissance d'un signal sur les fréquences adjacentes, ce qui entraîne des bandes latérales de bruit. Le bruit de phase de l'oscillateur comprend souvent un bruit de scintillation à basse fréquence. Il peut aussi comprendre du bruit blanc.
Prenons le signal sans bruit suivant : 
v(t) = Acos(2πf0t).
On y ajoute un bruit de phase par l'entremise d'un processus stochastique représenté par φ, comme suit : 
v(t) = Acos(2πf0t + φ(t)).
Le bruit de phase est un type de bruit cyclo-stationnaire. Il est étroitement lié à la gigue. Un type de bruit de phase particulièrement important est celui produit par les oscillateurs.
Le bruit de phase (ℒ(f)) est généralement exprimé en unités de dBc / Hz. Il représente la puissance de bruit par rapport à la porteuse contenue dans une bande passante d'un hertz centrée à des décalages précis par rapport à la porteuse. Par exemple, un signal donné peut avoir un bruit de phase de -80 dBc/Hz pour un décalage de 10 kHz, et de −95 dBc/Hz pour un décalage de 100 kHz. Le bruit de phase peut être mesuré pour une bande latérale unique ou double, mais l'IEEE a adopté comme définition la moitié de la densité de puissance spectrale de la double bande latérale.

## Conversions de gigue
Le bruit de phase est parfois également mesuré et exprimé comme une puissance obtenue en intégrant ℒ(f) sur une certaine gamme de fréquences de décalage. Par exemple, le bruit de phase peut être de -40 dBc intégré sur la plage de 1 à 100 kHz. Ce bruit de phase intégré (exprimé en degrés) peut être converti en gigue (exprimée en secondes) à l'aide de la formule suivante: 
{\displaystyle {\text{gigue (secondes}})={\frac {{\text{erreur de phase(}}{}^{\circ }{\text{)}}}{360^{\circ }\times {\text{fréquence (hertz)}}}}}
En l'absence de bruit rose (bruit variant selon 1/f) dans une région où le bruit de phase affiche une pente de –20 dBc / décade (équation de Leeson), la gigue RMS du cycle peut être liée au bruit de phase par:  
{\displaystyle \sigma _{c}^{2}={\frac {f^{2}{\mathcal {L}}\left(f\right)}{f_{\text{osc}}^{3}}}}
De même: 
{\displaystyle {\mathcal {L}}\left(f\right)={\frac {f_{\text{osc}}^{3}\sigma _{c}^{2}}{f^{2}}}}

## Mesure
Le bruit de phase peut être mesuré à l'aide d'un analyseur de spectre si le bruit de phase de l'appareil testé est important par rapport à celui de l'oscillateur local de l'analyseur de spectre. Il faut cependant veiller à ce que les valeurs observées soient causées par le signal mesuré et non par le facteur de forme des filtres de l'analyseur de spectre. Une mesure basée sur un analyseur de spectre peut montrer la puissance du bruit de phase sur plusieurs ordres de grandeur en fréquence.
Les systèmes de mesure du bruit de phase sont une autre façon de mesurer le bruit de phase. Ces systèmes peuvent utiliser des références internes ou externes. Ils permettent la mesure du bruit résiduel (additif) ainsi que du bruit absolu. Ils peuvent également effectuer des mesures à faible bruit proches de la porteuse.

## Pureté spectrale
La sortie sinusoïdale d'un oscillateur idéal forme une ligne unique dans le spectre de fréquences. Une pureté spectrale aussi parfaite n'est pas réalisable dans un oscillateur réel. L'étalement de la ligne spectrale causée par le bruit de phase doit être minimisé dans l'oscillateur local pour un récepteur superhétérodyne, car il enfreint l'objectif de restreindre la plage de fréquences du récepteur par des filtres dans l'amplificateur de fréquence intermédiaire.